# 北关街道 (西安市)
北关街道，是中华人民共和国陕西省西安市蓮湖區下辖的一个乡镇级行政单位。

## 行政区划
北关街道下辖以下地区：
龙首西北区社区、龙首西南区社区、北稍门西社区、自强社区、龙首东北区社区、龙首东南区社区、北稍门东社区、阳光村社区和安远社区。